# Giuseppe Janacconi
Giuseppe Jannacconi, ou Janacconi, ou encore Gianacconi (Rome, 1740 - Rome, 16 mars 1816) est un compositeur italien et un pédagogue.

## Biographie
Il reçoit sa première éducation musicale du chanteur Don Socorso Rinaldini puis, avec Muzio Clementi, de Gaetano Carpani. Plus tard, il se perfectionne auprès du compositeur Pasquale Pisari, avec qui il reste professionnellement attaché pendant longtemps. De Pisari, il apprend l'art du contrepoint typique de l'école romaine de musique.
En 1779, Jannacconi est nommé maître de chapelle de la cathédrale de Milan, mais doit bientôt quitter sa position en faveur du plus célèbre et doué Giuseppe Sarti. Il retourne ensuite à Rome, où il se consacre à l'enseignement de la musique dans un orphelinat. En 1811, il devient directeur de la Cappella Giulia de la Basilique Saint-Pierre, succédant à Nicola Antonio Zingarelli.
Jannacconi est l'un des derniers représentants de l'ancienne école romaine de musique, dont Giovanni Pierluigi da Palestrina est le plus illustre. Il a aussi des élèves, entre autres, Valentino Fioravanti et Francesco Basili.